# Skogar kring Nyflon naturreservat
Skogar kring Nyflon naturreservat är ett naturreservat i Sollefteå kommun i Västernorrlands län.
Området är naturskyddat sedan 2024 och är 500 hektar stort. Reservatet ligger norr om Hammarstrand och består av grandominerad naturskog, myrar och sumpskog.